# 札幌市立東米里小学校・中学校
札幌市立東米里小学校（さっぽろしりつひがしよねさとしょうがっこう）、札幌市立東米里中学校（さっぽろしりつひがしよねさとちゅうがっこう）は、北海道札幌市白石区東米里2124番地にあった市立の小中併置の学校。
札幌市では数少ない小中併置校であり、大きな行事は小学校と中学校の合同で行っていた。
校舎は解体され、跡地は「米こめ広場」となっている。

## 沿革
- 1949年10月 - 開校事務取扱発令。
- 1949年12月 - 白石村立東米里小学校として開校。
- 1950年4月 - 白石村立信濃中学校東米里分校が小学校に併置され開校。
- 1950年7月 - 白石村が札幌市に編入したことに伴い、札幌市立東米里小学校、札幌市立信濃中学校東米里分校と改称。
- 1959年4月 - 札幌市立東米里中学校として独立。
- 1987年7月 - ひまわり分校を中央区に開設。
- 1999年11月 - 開校50周年記念式典の挙行。
- 2011年3月31日 - 閉校。校区は米里小学校・米里中学校に統合[2]。